# Горње Ложине
Горње Ложине (словен. Gornje Ložine) је насељено место у општини Кочевје, регија Југоисточна Словенија, Словенија.

## Историја
До територијалне реорганизације у Словенији било је у саставу старе општине Кочевје.

## Становништво
У попису становништва из 2011. године, Горње Ложине је имало 140 становника.
| Број становника према пописима | Број становника према пописима | Број становника према пописима |
| ------------------------------ | ------------------------------ | ------------------------------ |
| 1991                           | 2002                           | 2011                           |
| 101                            | 119                            | 140                            |